# Halomitra pileus
Halomitra pileus là một loài san hô trong họ Fungiidae. Loài này được Linnaeus mô tả khoa học năm 1758.

## Hình ảnh

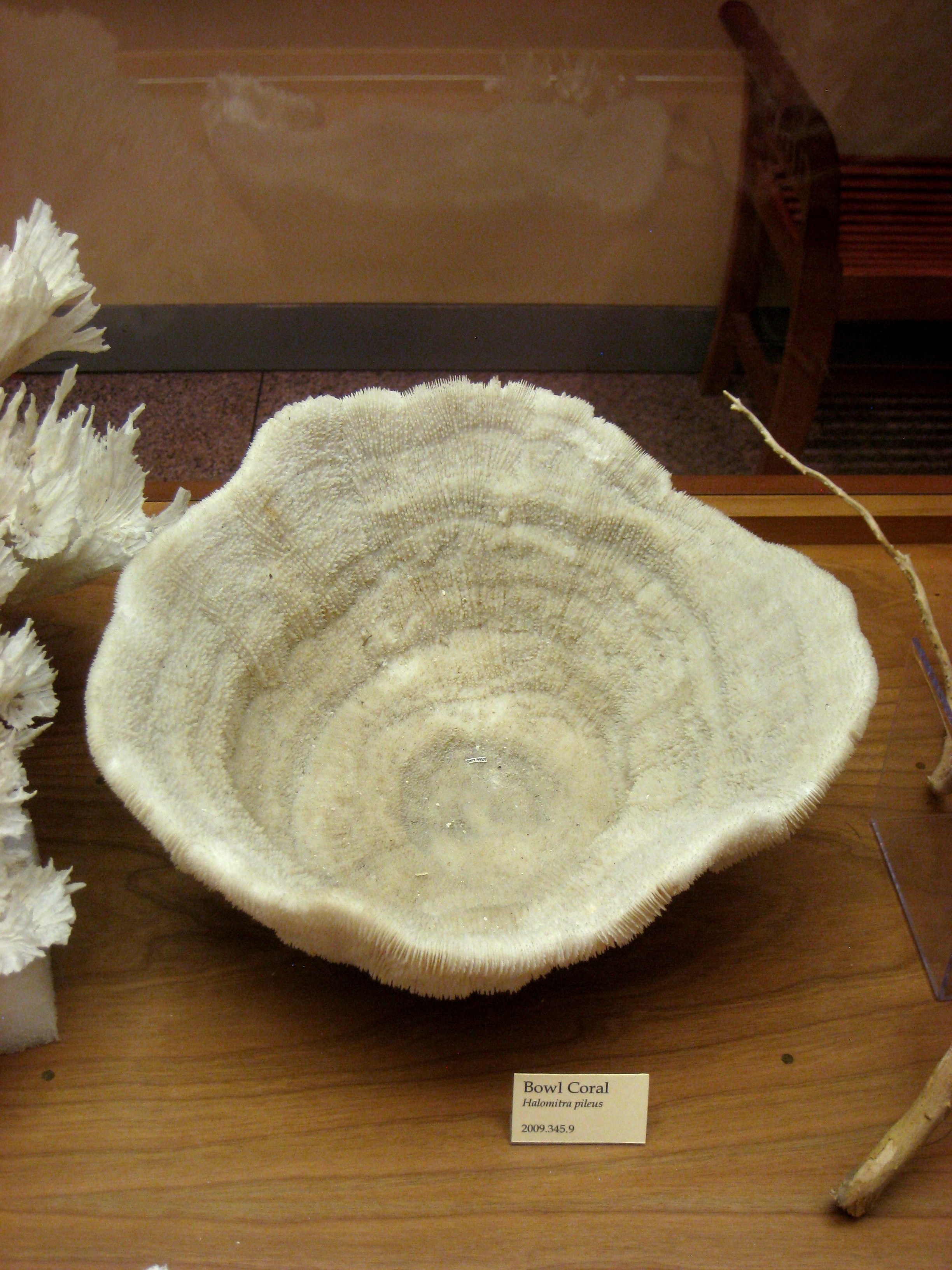
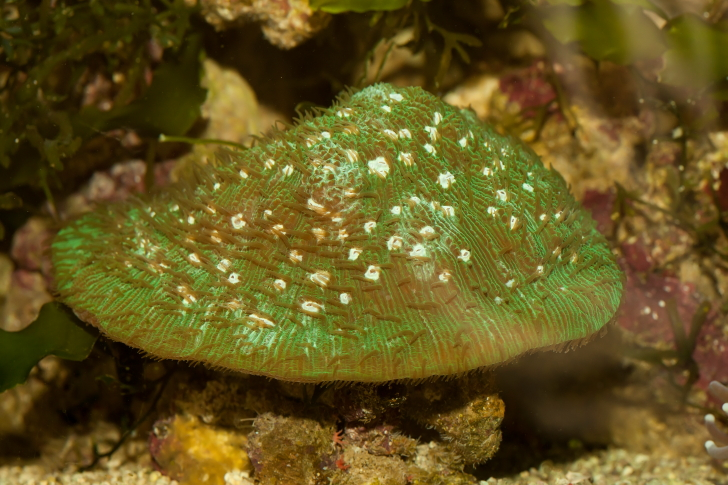